# London Ministore Tower
London Ministore Tower (hebr. לונדון מיניסטורס) – wieżowiec w osiedlu Ha-Kirja we wschodniej części miasta Tel Awiw, w Izraelu.

## Historia
Budynek został wybudowany w 1972 w ówczesnym Centrum Tel Awiwu. Obecnie tę część osiedla coraz częściej zalicza się do zachodniej części osiedla Ha-Kirja.
16 maja 1993 w budynku doszło do rozszczelnienia instalacji gazowej i wybuchu pożaru. Budynek został odremontowany w 1994.

## Dane techniczne
Budynek ma 20 kondygnacji i wysokość 55 metrów.
Wieżowiec wybudowano w stylu modernistycznym. Wzniesiono go z betonu. Elewacja jest w kolorze jasnobrązowym.

## Wykorzystanie budynku
Dwa dolne piętra budynku służą jako centrum handlowe London Ministore, które obejmuje także instytucje kulturalne, takie jak Club Tzavta i zespół tańca Bat Dor. Dodatkowo mieszczą się tutaj liczne restauracje i kawiarnie. Powyżej znajduje się mieszkalny wieżowiec. Był to jeden z pierwszych wybudowanych w kraju wieżowców mieszczących luksusowe apartamenty mieszkalne.